# Cimetière national de Bay Pines
Le cimetière national Bay Pines est un cimetière national des États-Unis situé dans le comté de Pinellas, au nord-ouest de la ville de St. Petersburg, en Floride. Il s'étend sur 27,3 acres (11 ha), et à la fin de 2008, contient les corps de 27 369 personnes inhumées.

## Géographie
Bay Pines se trouve au 10 000 Bay Pines Blvd., nord, Bay Pines, en Floride, dans le comté de Pinellas, adjacent au centre médical de l'administration des anciens combattants de Bay Pines.

## Histoire
Le site est censé avoir été utilisé comme un cimetière dès le début des guerres indiennes, mais ne devient pas un cimetière officiel avant le 15 mars 1933, quand il est utilisé pour ceux qui sont morts à proximité des hôpitaux des vétérans. Le premier enterrement moderne est fait le 25 avril 1933. En 1964, toutes les parcelles disponibles sont remplies. En 1984, il est réaménagé et réorganisé pour offrir plus d'espace. Au cours la même année, le 28 mai, l'administration du cimetière est transférée au département des affaires des anciens combattants et il devient un cimetière national. Il est maintenant fermé aux nouveaux cercueils, sauf (s'il y a de la place) dans les sépultures existantes pour d'autres membres de la même famille.

## Monuments notables
Il y a plusieurs monuments à l'entrée du cimetière. Le plus ancien est de grande taille et en rose marbre d'Etowah. Il est érigé en 1937 et consacré à « la mémoire de ceux qui ont servi leur pays ». L'autre est un banc de granit poli, dédié à la mémoire des anciens combattants de la première guerre mondiale. Pour commémorer le bicentenaire des États-Unis, un érable est planté en 1976.
Un monument aux prisonniers de guerre/disparus est le plus récent ajout, en face du banc de la première guerre mondiale.